# استفتاء عضوية كرواتيا في الاتحاد الأوروبي 2012
تم إجراء استفتاء على انضمام جمهورية كرواتيا إلى الاتحاد الأوروبي في 22 يناير 2012. وأنهت كرواتيا مفاوضات الانضمام في 30 يونيو 2011 ووقعت على معاهدة الانضمام في 9 ديسمبر 2011، مما جعلها في طريقها لتصبح العضو الثامن والعشرين في الاتحاد الأوروبي. يتطلب دستور كرواتيا إجراء استفتاء ملزم على أي اتحاد سياسي يحد من السيادة الوطنية، على سبيل المثال عبر عضوية الاتحاد الأوروبي. في 23 ديسمبر 2011، اتخذ البرلمان الكرواتي قرارًا أوليًا بشأن الانضمام إلى الاتحاد الأوروبي وقرر إجراء الاستفتاء في 22 يناير 2012. كان استفتاء انضمام كرواتيا إلى الاتحاد الأوروبي لعام 2012 هو أول استفتاء عقد في كرواتيا منذ استفتاء الاستقلال الكرواتي الذي عقد قبل أكثر من 20 عامًا في 1991.
بدأت حملة استفتاء انضمام كرواتيا إلى الاتحاد الأوروبي رسميًا في 3 يناير 2012، أيد التصويت بنعم كل من الأحزاب السياسية في الحكومة وأحزاب المعارضة الأكبر في كرواتيا. كان أكبر دعم مشترك للأحزاب لعضوية الاتحاد الأوروبي موجودًا منذ عام 2005، عندما تم إنشاء التحالف من أجل أوروبا كتحالف غير رسمي يهدف إلى تحقيق العضوية كهدف استراتيجي للسياسة الخارجية الكرواتية. وأعربت الأحزاب غير البرلمانية فقط عن معارضة انضمام كرواتيا إلى الاتحاد الأوروبي. أُعلن أن الحملة الإعلامية المؤيدة للعضوية والتي تضمنت مقاطع فيديو ترويجية تلفزيونية، وعناوين من قبل كبار السياسيين الحكوميين والمعارضين، وكتيبات المعلومات المرسلة بالبريد إلى كل أسرة في كرواتيا قد تكلفت 4.8 مليون كونا (حوالي 640 ألف يورو). تم إجراء استطلاعات الرأي بشكل منتظم من قبل ثلاث وكالات مختلفة. منذ مايو 2011، تراوحت النسب المئوية المؤيدة لعضوية الاتحاد الأوروبي بين 55٪ و63٪. كانت لجنة الانتخابات الحكومية الكرواتية مسؤولة عن تنظيم الأصوات وعد الأصوات ونشر النتائج.
تم تمرير استفتاء الانضمام إلى الاتحاد الأوروبي بنسبة 66.27٪ من الأصوات المؤيدة، و33.13٪ ضد الانضمام المقترح إلى الاتحاد الأوروبي و0.60٪ غير صالحة أو فارغة؛ كما تم تمريره في جميع المقاطعات الكرواتية. تم تسجيل أكبر دعم للاستفتاء في مقاطعتي ماجيموريه وبرود-بوسافينا، بنسبة 75.73٪ و72.61٪ على التوالي. تم تسجيل أدنى دعم للانضمام إلى الاتحاد الأوروبي في مقاطعة دوبروفنيك-نيريتفا، حيث تم الإدلاء بنسبة 42.22 ٪ من الأصوات ضد الاقتراح. وبلغ متوسط الإقبال الرسمي على الاستفتاء 43.51٪. وسجلت أعلى نسبة مشاركة رسمية في العاصمة زغرب ومقاطعة فرازدين 55.13٪ و53.66٪ على التوالي. كانت النتيجة ملزمة للبرلمان الكرواتي؛ ونتيجة لذلك، صدقت على معاهدة الانضمام في 9 مارس 2012. ورحبت بالنتيجة جميع الأحزاب السياسية الممثلة في البرلمان الكرواتي واعترض بعض السياسيين اليمينيين على المشاركة المنخفضة وما اعتبروه فقدانًا للاستقلال.

## خلفية
بعد التوقيع على اتفاقية الاستقرار والمشاركة في عام 2001، تقدمت كرواتيا بطلب للحصول على عضوية الاتحاد الأوروبي في عام 2003، وأوصت المفوضية الأوروبية بجعلها مرشحًا رسميًا في أوائل عام 2004، ومنح المجلس الأوروبي وضع الدولة المرشحة لكرواتيا في منتصف 2004. بدأت مفاوضات الانضمام، التي كانت محددة في الأصل في مارس 2005، في أكتوبر من ذلك العام. أكملت كرواتيا مفاوضات الانضمام في 30 يونيو 2011. في 9 ديسمبر 2011 وقعت على معاهدة الانضمام، وتغيير وضعها من دولة مرشحة إلى دولة منضمة لأنها تستعد لتصبح الدولة العضو الثامن والعشرين في الاتحاد الأوروبي. كان من المتوقع أن تنتهي عملية التصديق من قبل برلمانات جميع الدول الأعضاء في الاتحاد الأوروبي البالغ عددها 27 دولة بحلول نهاية يونيو 2013، وكان من المتوقع أن يتم انضمام كرواتيا إلى الاتحاد الأوروبي في 1 يوليو 2013. بالإضافة إلى تصديق العضو الحالي في الاتحاد الأوروبي تنص المادة 142 من دستور كرواتيا على إجراء استفتاء ملزم بشأن قضايا السيادة مثل عضوية كرواتيا في الاتحاد الأوروبي.

### قضايا التصويت
كلف البرلمان الكرواتي لجنة الانتخابات الحكومية الكرواتية بتنظيم الاستفتاء وعد الأصوات ونشر النتائج. حددت اللجنة موعد التصويت يوم 22 يناير 2012 ابتداء من الساعة 7:00 ويستمر حتى الساعة 19:00، في مراكز الاقتراع العادية في كرواتيا، في الوحدات العسكرية، في البعثات الدبلوماسية الكرواتية في الخارج، على السفن التي ترفع العلم الكرواتي وفي السجون حيث بلغت إجماليا 6750 مركز اقتراع. بالنسبة للاستفتاء، تم تجميع جميع مراكز الاقتراع في دائرة إنتخابية واحدة. سُمح للناخبين الذين يسافرون إلى الخارج بالتصويت في البعثات الدبلوماسية الكرواتية كما هو الحال مع الانتخابات الرئاسية الكرواتية. ومع ذلك، فإن التعليمات الأولية الصادرة عن وزارة الإدارة العامة لم تسمح للناخبين داخل كرواتيا الذين كانوا بعيدين عن مكان إقامتهم بالتصويت في الاستفتاء، ولم تسمح بالاقتراع الغيابي. طلبت منظمة غونغ، المنظمة غير الحكومية الكرواتية للإشراف على الانتخابات، أن تصحح السلطات ذلك. تمت إزالة أحد القيود بحلول 3 يناير، عندما سُمح للناخبين بالتسجيل للتصويت في كرواتيا بعيدًا عن محل إقامتهم القانوني. كان التسجيل ممكناً حتى 7 يناير، شخصياً أو بالفاكس أو بالبريد الإلكتروني. عند اكتمال عملية التسجيل في أوائل يناير 2012 قبل الاستفتاء، كان هناك 4،504،686 ناخبًا في سجل الناخبين (نفس الرقم المستخدم في الانتخابات البرلمانية والرئاسية).
حددت لجنة الانتخابات الحكومية مظهر مراكز الاقتراع ومحيطها المباشر على مسافة تصل إلى 50 مترًا (160 قدمًا)، وحظر تنظيم الحملات وعرض المواد الترويجية هناك كما هو الحال مع جميع الانتخابات التي نظمت في كرواتيا. على عكس الانتخابات الكرواتية، لا يوجد وقف إلزامي للحملات الانتخابية قبل الاستفتاء. عينت منظمة غونغ حوالي 300 مراقب لمراقبة التصويت في الاستفتاء. أعلنت لجنة الانتخابات أنها ستبدأ في نشر نتائج التصويت على موقعها على شبكة الإنترنت بعد ساعتين من إغلاق مراكز الاقتراع في كرواتيا، ومن المتوقع أن تحدد نتيجة الاستفتاء بحلول منتصف الليل. إذا تم دعم سؤال مقترح بأغلبية بسيطة من هؤلاء المصوتين، فسيتم اعتبار الاقتراح قد تم تمريره والنتيجة ملزمة للبرلمان الكرواتي وفقًا للفقرة 87، الفقرتين 4 و5 من الدستور الكرواتي. منذ تمرير الاستفتاء، كان مطلوبًا من البرلمان الكرواتي التصديق على معاهدة انضمام كرواتيا إلى الاتحاد الأوروبي. تنص التعديلات (من 2010) على الدستور على أن الاستفتاءات صالحة بغض النظر عن الإقبال الفعلي. إذا فشل اقتراح الاستفتاء، لكان من الممكن تكراره في ستة أشهر أو سنة. تشير التقديرات إلى أن رفض الاستفتاء كان سيكلف كرواتيا ما يقرب من 1.6 مليار يورو من تمويل الاتحاد الأوروبي المفقود حتى عام 2014.

## الموعد

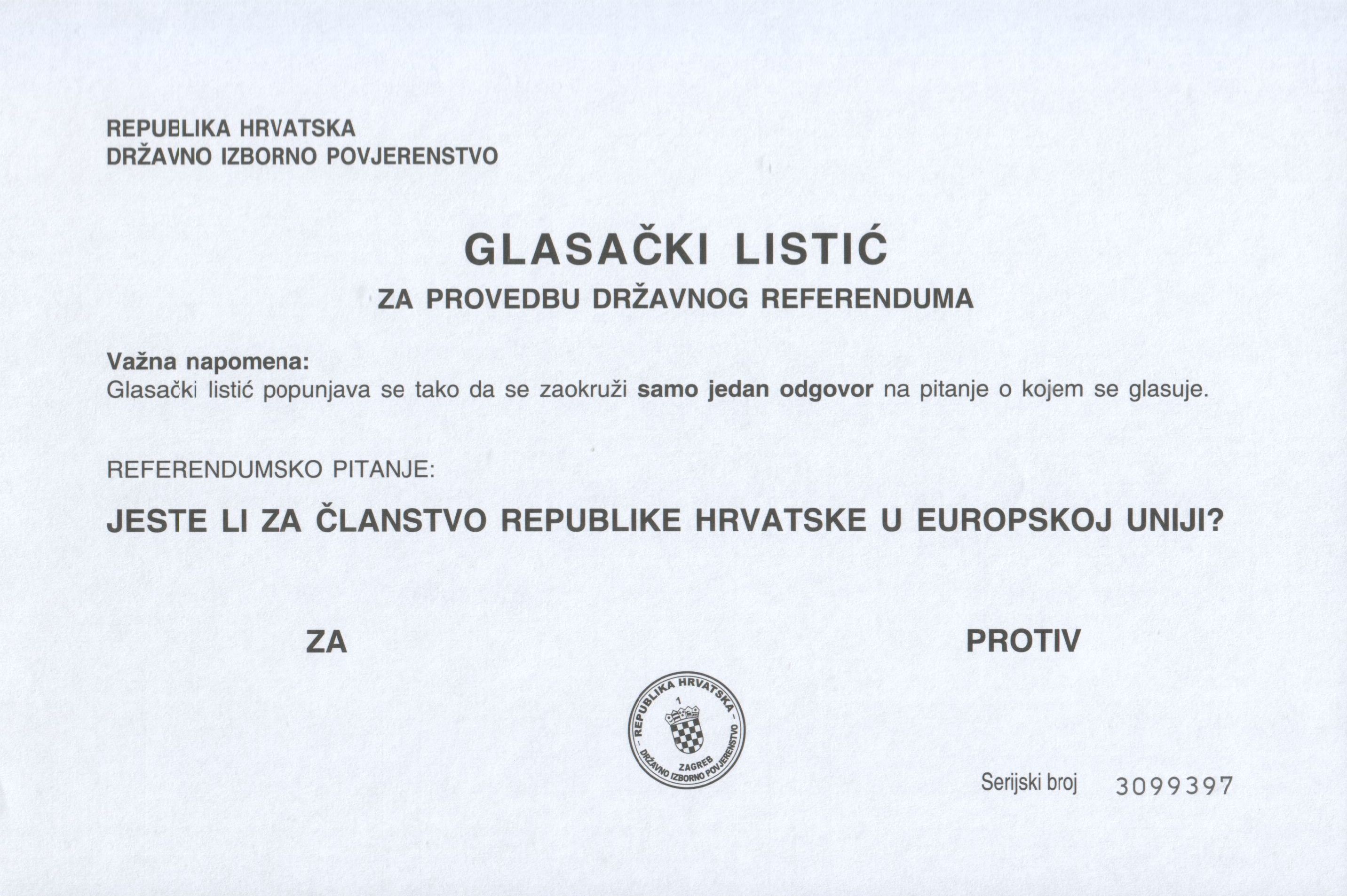
سؤال الاقتراع في الاستفتاء "هل تؤيد عضوية جمهورية كرواتيا في الاتحاد الأوروبي؟"

في نوفمبر 2010، قرر البرلمان الكرواتي إجراء استفتاء الانضمام إلى الاتحاد الأوروبي بعد 30 يومًا من يوم توقيع المعاهدة في 9 ديسمبر 2011، كان من المقرر إجراء الاستفتاء (في الأصل) في 9 يناير 2012. في نوفمبر 2010، اقترحت الحكومة الكرواتية إجراء استفتاء الانضمام إلى الاتحاد الأوروبي في وقت واحد مع استفتاء آخر يهدف إلى تغيير قواعد الاستفتاء العام. بعد أيام من الانتخابات البرلمانية لعام 2011، اقترحت فيسنا بوسيتش المعترف بها بالفعل كوزيرة مستقبلية للشؤون الخارجية والأوروبية أن الاستفتاء يجب تأجيله حتى مارس 2012 للسماح بالإعداد الأفضل للاقتراع. وسرعان ما أعقب الاقتراح طلب مماثل تقدمت به منظمة غونغ بتأجيل الاستفتاء حتى منتصف فبراير أو بعد ذلك؛ كما أيد طلبها خمس نقابات عمالية رئيسية. تم تقديم طلب منظمة غونغ بسبب ما ذكروا أنه: ضعف المعلومات المقدمة للمواطنين؛ إجراءات غير محددة لتسجيل الناخبين بعيدًا عن الإقامة الدائمة للناخب؛ اتجاهات غير واضحة للتصويت في الخارج؛ لا توجد أحكام قانونية تحدد على وجه التحديد تكوين لجان فرز الأصوات؛ لا توجد أحكام لمراقبة التصويت في الاستفتاء من قبل مراقبين حزبيين وغير حزبيين وأجانب؛ لا توجد أحكام قانونية تتعلق بتمويل الاستفتاء (بما أن ميزانية الدولة لعام 2011 لم تخصص أي أموال لتغطية نفقات الاستفتاء)؛ لا توجد أحكام قانونية تمول الحملة المؤيدة للاستفتاء أو تسمح للحملة نفسها وعدم وجود قيود على الدعاية يوم الاستفتاء. كان دعم النقابات لهذا الطلب بسبب عدم قيام الحكومة في نهاية المطاف بطرح الاستفتاء الآخر (تغيير شروط الاستفتاءات من المواطنين عن طريق تغيير عدد الملتمسين المطلوب والوقت المسموح به لجمع توقيعاتهم)، وهو ما كانوا قد وافقوا في وقت سابق على القيام به.
تم تقديم طلب آخر لتأجيل الانتخابات من قبل أكثر من ألف موقع على عريضة مقدمة إلى الحكومة تطالب بتأجيل الاستفتاء إلى ما بعد أن أعادت المحكمة الجنائية الدولية ليوغوسلافيا السابقة الحكم النهائي في القضية المرفوعة ضد الجنرالات أنته غوتوفينا وملادين ماركاتش. وأشاروا إلى مخاوف بشأن دعم الاتحاد الأوروبي للمحكمة الجنائية الدولية ليوغوسلافيا السابقة، والتي وصفوها بأنها متحيزة؛ لذلك تساءلوا عما إذا كان الاتحاد الأوروبي يفضل بعض الدول على البعض الآخر. في 23 ديسمبر 2011، اتخذ البرلمان الكرواتي قرارًا أوليًا بشأن العضوية وقرر إجراء استفتاء الانضمام إلى الاتحاد الأوروبي في 22 يناير 2012. علاوة على ذلك، لن يتم طرح أي سؤال استفتاء آخر في ذلك الوقت. تم دعم قرار الانضمام الأولي من قبل 129 نائبا، مع امتناع 6 نواب عن التحالف الديمقراطي الكرواتي لسلافونيا وبارانيا. خلال المناقشة التي سبقت التصويت، طلب نواب التحالف تأجيل استفتاء الانضمام إلى الاتحاد الأوروبي لمدة تتراوح من ثلاثة إلى ستة أشهر من أجل السماح بمناقشة أوسع حول الانضمام. كان قلقهم الخاص هو أن كرواتيا قد تفقد عناصر من دولتها وسيادتها، وطُلب التأجيل لعرض آثار معاهدة لشبونة على كرواتيا قبل إجراء الاستفتاء على الناخبين. وقد أيد القرار البرلماني بإجراء الاستفتاء في 22 يناير 2012 من قبل 124 نائباً، مع 6 نواب من التحالف الديمقراطي الكرواتي لسلافونيا وبارانيا و6 من الكرواتيين العماليين ونواب حزب العمل صوتوا ضد القرار. دعا حزب العمال إلى تأجيل الاستفتاء حتى 12 فبراير من أجل إعطاء مزيد من الوقت لتقديم معلومات حول عواقب عضوية الاتحاد الأوروبي. تم الإعلان عن سؤال الاستفتاء من قبل رئيس الوزراء المنتخب حديثًا والمكلف زوران ميلانوفيتش: "هل تؤيد عضوية جمهورية كرواتيا في الاتحاد الأوروبي؟" كان استفتاء انضمام كرواتيا إلى الاتحاد الأوروبي عام 2012 هو الاستفتاء الأول الذي تم إجراؤه في كرواتيا منذ استفتاء الاستقلال الكرواتي في عام 1991.

## الحملة الانتخابية
بدأت حملة استفتاء انضمام كرواتيا إلى الاتحاد الأوروبي رسميًا في 3 يناير 2012، بإعلان أنها تهدف إلى تزويد المواطنين الكرواتيين بمعلومات واضحة وموجزة وشفافة حول مفاوضات الانضمام إلى الاتحاد الأوروبي وعضوية الاتحاد الأوروبي. تضمنت الحملة حملات ترويجية تلفزيونية وخطابات من قبل سياسيين بارزين مثل: رئيس كرواتيا إيفو يوسيبوفيتش؛ رئيس الوزراء زوران ميلانوفيتش؛ وزيرة الخارجية فيسنا بوسيتش وأعضاء حكوميون آخرون مثل ميلانكا أوباتشيتش، راديمير تشاتشيتش، نيفين ميميكا، وجيلكو يوفانوفيتش بالإضافة لرئيسة الوزراء السابقة وزعيمة المعارضة يادرانكا كوسور (كل هؤلاء أيدوا الاستفتاء في خطاباتهم). كما تم إنشاء خط ساخن للمعلومات الهاتفية، وتم إعداد 2.15 مليون كتيب معلومات من الاتحاد الأوروبي لإرسالها بالبريد إلى كل أسرة في البلاد. أخيرًا، تم نشر ملخصات معاهدة الانضمام ووثائق التفاوض والتقرير الحكومي حول مفاوضات الانضمام إلى الاتحاد الأوروبي على الإنترنت، وكذلك الوثائق الأصلية. أُعلن أن تكلفة الحملة 4.8 مليون كونا (حوالي 640 ألف يورو).

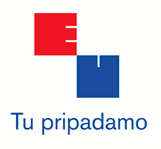
"نحن ننتمي هنا" شعار الحكومة لحملة الاستفتاء.

دعمت الأحزاب السياسية البرلمانية الرائدة في كرواتيا بشكل مشترك الانضمام إلى الاتحاد الأوروبي منذ عام 2005، عندما تم إنشاء مجموعة تسمى التحالف من أجل أوروبا، كتحالف غير رسمي يهدف إلى تحقيق عضوية الاتحاد الأوروبي كهدف استراتيجي للسياسة الخارجية الكرواتية. وأعرب حزب الحقوق الكرواتي وهو حزب سياسي يشغل مقعدًا واحدًا في البرلمان الكرواتي أنه يزعم أن المعلومات المقدمة للناخبين قليلة جدًا، بدلاً من كون الحزب متشككًا في أوروبا. وعبرت عدة أحزاب غير برلمانية عن معارضة أخرى. جاءت أكبر معارضة للانضمام من حزب الحقوق الكرواتي، الذي طالب الحكومة بتمويل حملتها التلفزيونية ضد عضوية الاتحاد الأوروبي.
كما طبع الحزب منشورات تدعو إلى رفض الانضمام إلى الاتحاد الأوروبي. كما نظم الحزب أنشطة أخرى في 150 موقعًا في البلاد تهدف إلى رفض اقتراح الاستفتاء. خلال حملة الانتخابات البرلمانية لعام 2011، أعلن الحزب الاجتماعي الاشتراكي نفسه على أنه الحزب الوحيد الذي يدعو إلى رفض انضمام كرواتيا إلى الاتحاد الأوروبي؛ فشلت في الفوز بمقعد واحد وحصلت على 3٪ من الأصوات. جاءت معارضة أخرى لعضوية الاتحاد الأوروبي الكرواتية من مجموعة من الأحزاب السياسية غير البرلمانية التي تم تنظيمها تحت اسم التحالف من أجل كرواتيا مدعية أن هذه الخطوة تهدد استقلال كرواتيا، لكن احتجاج التحالف في ديسمبر 2011 في زغرب جذب 150 شخصًا فقط.
تم انتقاد حملة الحكومة لكونها تحتوي على مقاطع فيديو ترويجية رديئة، خاصة أنها تفتقر إلى القيمة الإعلامية. تميزت الأيام الأخيرة من الحملة بأحداث دعم ومعارضة الانضمام إلى الاتحاد الأوروبي، حيث أقامت وزارة الشؤون الخارجية والأوروبية حدثًا إعلاميًا للاتحاد الأوروبي في زغرب، بينما اجتذب احتجاج على الانضمام إلى الاتحاد الأوروبي في ساحة المدينة الرئيسية 200 (مع حدوث بعض الاعتقالات). دعا مؤتمر الأساقفة الكرواتيين المواطنين إلى التصويت في الاستفتاء، مذكّرًا الكرواتيين بأن كرواتيا جزء من الثقافة الأوروبية مع الامتناع عن الدفاع بشكل مباشر عن أي من الموقفين. كما دعمت الأكاديمية الكرواتية للعلوم والفنون الانضمام إلى الاتحاد الأوروبي مع 93 أكاديميًا مؤيدًا، و2 رافضين وممتنع واحد؛ قالوا إن الحدث يمثل فرصة عظيمة لكرواتيا. على عكس طلب معارضي الانضمام إلى الاتحاد الأوروبي لتأجيل الاستفتاء حتى يتم إطلاق سراح الجنرالات أنته غوتوفينا وملادين ماركاتش من قبل المحكمة الجنائية الدولية ليوغوسلافيا السابقة، حث غوتوفينا نفسه مواطني كرواتيا على التصويت في الاستفتاء وقال إنه سيصوت لصالح الانضمام إلى الاتحاد الأوروبي.

## استطلاعات الرأي

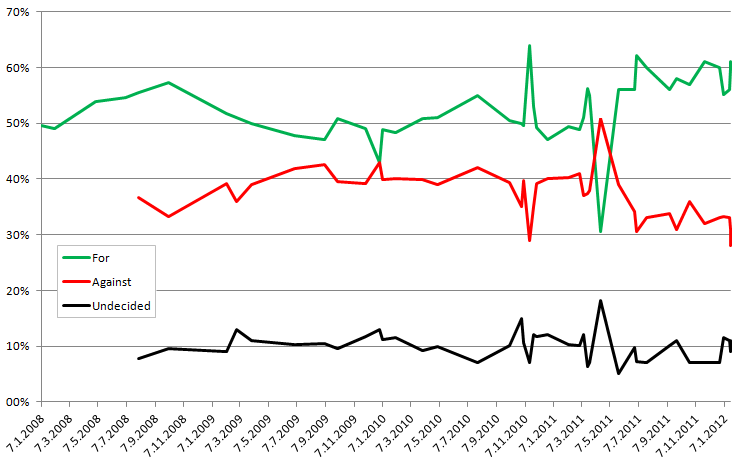
نتائج استطلاع الرأي لانضمام كرواتيا إلى الاتحاد الأوروبي بين 2008 و2012.

تم إجراء استطلاعات الرأي بشأن عضوية كرواتيا في الاتحاد الأوروبي بشكل منتظم من قبل وكالات ديموسكوب، إبسوس وميديانا فيدس. منذ عام 2008، أشارت هذه الاستطلاعات بشكل عام إلى دعم عضوية كرواتيا في الاتحاد الأوروبي. في مايو 2011 وما بعده، تراوحت نسب التأييد بين 55٪ و63٪. كان أعلى دعم منذ عام 2008 هو 64٪ في النصف الأول من نوفمبر 2010. تم الإبلاغ عن أدنى مستوى لدعم عضوية الاتحاد الأوروبي بين 23٪ و38٪ في 15 و16 أبريل 2011 في أعقاب حكم المحكمة الجنائية الدولية ليوغوسلافيا السابقة بإدانة الجنرالات أنته غوتوفينا وملادين ماركاتش.
في أوائل يناير 2012، أفادت إحدى المنظمات غير الحكومية التي دعت إلى التصويت ضد الاستفتاء باسم "مجلس كرواتيا - لا للاتحاد الأوروبي" أنها تعاقدت مع شركة كندية (واحدة غير معروفة للجمهور الكرواتي) دعت مؤسسة المعرفة التجارية لإجراء استطلاع رأي خاص بها حول هذه القضية؛ وأفادوا أنه مع وجود 1942 شخصاً في الاستطلاع، عارض 57.2٪ الاستفتاء فيما امتنع 41٪ عن الإجابة على سؤال الاستطلاع. وقالت المنظمة إن التفاوت الهائل الواضح بين هذه النتائج ونتائج جميع الاستطلاعات الأخرى الأخيرة يرجع إلى تلاعب الحكومة.

## النتائج
| 55%–60% 60%–65% 65%–70% | 70%–75% أكثر من 75% |

الأصوات المؤيدة بنعم حسب المقاطعة:
55%–60%
60%–65%
65%–70%
70%–75%
أكثر من 75%

مر استفتاء الانضمام إلى الاتحاد الأوروبي بنسبة 66.27٪ من الأصوات المؤيدة و33.13٪ ضد عضوية كرواتيا للاتحاد الأوروبي، بينما كان هناك 0.6٪ أصوات فارغة أو غير صالحة. على الرغم من أن جميع المواطنين الكرواتيين كانوا يصوتون في دائرة انتخابية واحدة لأغراض الاستفتاء؛ نشرت لجنة الانتخابات الحكومية النتائج حسب المقاطعات والمدن والبلديات الفردية. تم تسجيل أكبر دعم للاستفتاء في مقاطعتي ماجيموريه وبرود-بوسافينا بنسبة 75.73٪ و 72.61٪ على التوالي. تم تسجيل أدنى دعم للانضمام إلى الاتحاد الأوروبي في مقاطعة دوبروفنيك-نيريتفا؛ حيث تم الإدلاء بنسبة 42.22٪ من الأصوات ضد الاقتراح. صوت الشتات الكرواتي بنسبة 83.13٪ لصالح هذا القرار. صوتت 18 مدينة فقط من أصل 556 مدينة أو بلدية في كرواتيا ضد اقتراح الاستفتاء. من بين هؤلاء؛ ستة في مقاطعة سبليت-دالماسيا؛ وأربعة في مقاطعة كوبريفنيكا-كريزفتسي؛ واثنتان في كل من مقاطعتي زغرب ودوبروفنيك-نيريتفا؛ وبلدية واحدة في مقاطعات إستريا، بريموريه-غورسكي كوتار، شيبينيك-كنين وزادار.
بلغ متوسط الإقبال على الاستفتاء 43.51٪. ويشمل الرقم الناخبين المقيمين في الخارج الذين بلغت نسبة إقبالهم 3.51٪ فقط. وهم يشكلون أكثر من 9٪ من مجموع الناخبين الكرواتيين. وسجلت أعلى نسبة مشاركة في مدينة زغرب ومقاطعة فرازدين 55.13٪ و 53.66٪ على التوالي؛ بينما سجلت أقل نسبة مشاركة في كرواتيا في مقاطعة ليكا سني عند 34.52٪ فقط. لا يوجد حد للمشاركة في الاستفتاء ليكون ساري المفعول من الناحية القانونية.
يُعزى انخفاض الإقبال جزئيًا إلى ضعف صيانة سجلات الناخبين. يُزعم أن السجل يحتوي على ما يصل إلى 900000 ناخب غير موجود بسبب سوء صيانة قاعدة البيانات؛ لا سيما في تحديث السجل باستخدام شهادات الوفاة وتغيير سجلات الإقامة. تم دعم هذا الادعاء من قبل تعداد 2011. تم الاستشهاد بسجلات الناخبين الضعيفة فيما بعد على أنها سبب المشاركة الرسمية المنخفضة؛ والتي لولا ذلك لتتجاوز 50٪. قُدر لاحقًا أن نسبة المشاركة الفعلية في كرواتيا نفسها بدون الشتات كانت 61٪.
| المقاطعة                         | الناخبين  | المشاركون | النسبة (٪) | مؤيد      | النسبة (٪) | معارض   | النسبة (٪) | ملغية  | النسبة (٪) |
| -------------------------------- | --------- | --------- | ---------- | --------- | ---------- | ------- | ---------- | ------ | ---------- |
| بيلوفار-بيلوغورا                 | 113،642   | 51،820    | ٪45.60     | 32،242    | ٪62.22     | 19،299  | ٪37.24     | 279    | ٪0.54      |
| برود-بوسافينا                    | 155،416   | 65،735    | ٪42.30     | 47،729    | ٪72.61     | 17،580  | ٪26.74     | 426    | ٪0.65      |
| دوبروفنيك-نيريتفا                | 115،996   | 53،708    | ٪46.30     | 30،574    | ٪56.93     | 22،674  | ٪42.22     | 460    | ٪0.85      |
| إستريا                           | 199،746   | 98،235    | ٪49.18     | 67،189    | ٪68.40     | 30،363  | ٪30.91     | 683    | ٪0.69      |
| كارلوفاتش                        | 133،333   | 61،074    | ٪45.81     | 40،731    | ٪66.69     | 19،904  | ٪32.59     | 439    | ٪0.72      |
| كوبريفنيكا-كريزفتسي              | 101،050   | 49،904    | ٪49.39     | 30،178    | ٪60.47     | 19،474  | ٪39.02     | 252    | ٪0.51      |
| كرابينا-زاغوريه                  | 114،920   | 54،742    | ٪47.63     | 34،748    | ٪63.48     | 19،616  | ٪35.83     | 378    | ٪0.69      |
| ليكا سني                         | 57،032    | 19،689    | ٪34.52     | 13،912    | ٪70.66     | 5،618   | ٪28.53     | 159    | ٪0.81      |
| ماجيموريه                        | 100،640   | 52،133    | ٪51.80     | 39،479    | ٪75.73     | 12،364  | ٪23.72     | 290    | ٪0.55      |
| أوسييك-بارانيا                   | 291،205   | 131،720   | ٪45.23     | 88،980    | ٪67.55     | 42،003  | ٪31.89     | 737    | ٪0.56      |
| بوزيغا-سلافونيا                  | 78،335    | 34،529    | ٪44.08     | 24،218    | ٪70.14     | 10،092  | ٪29.23     | 219    | ٪0.63      |
| بريموريه-غورسكي كوتار            | 287،202   | 144،104   | ٪50.18     | 99،156    | ٪68.81     | 44،198  | ٪30.67     | 750    | ٪0.52      |
| سيساك-موسلافينا                  | 177،950   | 73،952    | ٪41.56     | 50،034    | ٪67.66     | 23،443  | ٪31.70     | 475    | ٪0.64      |
| سبليت-دالماسيا                   | 430،299   | 197،783   | ٪45.96     | 115،795   | ٪58.55     | 80،515  | ٪40.71     | 1،473  | ٪0.74      |
| شيبينيك-كنين                     | 122،901   | 45،546    | ٪37.06     | 29،033    | ٪63.74     | 16،150  | ٪35.46     | 363    | ٪0.80      |
| فرازدين                          | 153،037   | 82،117    | ٪53.66     | 57،399    | ٪69.90     | 24،259  | ٪29.54     | 459    | ٪0.56      |
| فيروفيتيكا-بودرافينا             | 83،699    | 37،055    | ٪44.27     | 24،253    | ٪65.45     | 12،589  | ٪33.97     | 213    | ٪0.58      |
| فوكوفار-سيرميا                   | 179،929   | 69،501    | ٪38.63     | 47،970    | ٪69.02     | 21،000  | ٪30.22     | 531    | ٪0.76      |
| زادار                            | 182،680   | 70،458    | ٪38.57     | 43،330    | ٪61.50     | 26،574  | ٪37.72     | 554    | ٪0.78      |
| مقاطعة زغرب                      | 284،793   | 150،403   | ٪52.81     | 97،756    | ٪65.00     | 51،934  | ٪34.53     | 713    | ٪0.47      |
| مدينة زغرب                       | 728،332   | 401،529   | ٪55.13     | 272،246   | ٪67.80     | 127،455 | ٪31.74     | 1،828  | ٪0.46      |
| التصويت في الخارج                | 412،628   | 14،494    | ٪3.51      | 12،056    | ٪83.18     | 2،386   | ٪16.46     | 52     | ٪0.36      |
| المجموع                          | 4،504،765 | 1،960،231 | ٪43.51     | 1،299،008 | ٪66.27     | 649،490 | ٪33.13     | 11،733 | ٪0.60      |
| المصدر: لجنة الانتخابات الحكومية |           |           |            |           |            |         |            |        |            |

## ردود الفعل

### المحلية
بعد إعلان النتيجة، علق الرئيس إيفو يوسيبوفيتش بأن ذلك اليوم كان ذا أهمية كبيرة لكرواتيا، حيث حدد الشعب بأنها دولة ذات مستقبل أوروبي. ورحب رئيس الوزراء زوران ميلانوفيتش بالقرار ووصفه بأنه تاريخي وأول قرار من نوعه يتخذه الكرواتيون وحدهم؛ كما قال أن الاستفتاء يمثل نقطة تحول بالنسبة لكرواتيا. قال رئيس البرلمان الكرواتي بوريس أبريم إن فصلًا جديدًا من التاريخ الكرواتي وثروة أفضل للأمة قد بزغ فجرًا. وخلص وزير الاقتصاد الكرواتي راديمير تشاتشيتش، إلى أن التصنيف الائتماني لكرواتيا كان سينخفض إذا لم يمر الاستفتاء. وذكر أيضًا أنه منذ تمرير الاستفتاء، كانت فرصة جيدة لرفع التصنيف. وصرح وزير المالية سلافكو لينيتش، بأنه مسرور بالنتيجة، ولكن ليس بإقبال الناخبين. لقد اختلف مع راديمير كاسيك في أنه يمكن حفظ التصنيف الائتماني من خلال هذه النتيجة، لأن الجميع قد اعتمد بالفعل على دخول كرواتيا إلى الاتحاد الأوروبي. وعلقت وزيرة الشؤون الخارجية والأوروبية فيسنا بوسيتش، بقولها إن النتيجة كانت بشرى سارة لأوروبا التي واجهت مشاكل داخلية. قال رئيس البرلمان السابق فلاديمير تشيكس إن انخفاض نسبة المشاركة نتج عن عوامل خارجية (أزمة الديون في أوروبا وفقدان الثقة في الأحزاب والمؤسسات السياسية الكرواتية). وأضاف لوكا بيبيتش، وهو أيضًا رئيس سابق للبرلمان، أنه من الجيد أن الكروات قد صوتوا للانضمام إلى الاتحاد الأوروبي. وعلق وزير الخارجية الكرواتي السابق جوردان ياندروكوفيتش بأن النتيجة مهمة بشكل خاص لشباب الأمة، وصرح الرئيس الكرواتي السابق ستيبان ميسيتش أن كرواتيا يجب أن تكون قادرة على المنافسة وأن تستخدم أموال الاتحاد الأوروبي، مضيفًا أنه لا يكفي أن تكون سعيدًا بدخول الاتحاد الأوروبي. كما علق على المزاعم القائلة بأن الانضمام إلى الاتحاد الأوروبي كان بمثابة دخول يوغوسلافيا الجديدة، قائلاً "إن الحمقى فقط يعتقدون أنه ينبغي تجديد يوغوسلافيا".
من ناحية أخرى، جادل رئيس حزب الحقوق الكرواتي دانييل سرب بأن الاستفتاء غير شرعي لأن 71٪ من الناخبين الكروات لم يشاركوا في الاستفتاء أو صوتوا ضد دخول كرواتيا إلى الاتحاد الأوروبي، وحذر من أن 28٪ فقط من الناخبين الكرواتيين أيد الانضمام إلى الاتحاد الأوروبي. وأضاف سرب أيضاً أن المواطنين الكرواتيين أبدوا عدم ثقة في الحكومة الكرواتية. زيليكو ساشيتش سياسي يميني، ذكر أن الحكومة دمرت مفهوم المواطنين الكرواتيين وخلقت انطباعًا بأن كرواتيا غير قادرة على حكم نفسها. صرح ساتشيتش أن الحكومة أدخلت كرواتيا في منظمة متدهورة بطريقة غير شرعية، مضيفًا أن نتيجة الاستفتاء كانت هزيمة لاستقلال كرواتيا وأنهم سيطعون في شرعيتها في المحكمة. بحلول الموعد النهائي في 3 مارس 2012، تلقت المحكمة الدستورية في كرواتيا 22 استئنافًا للطعن في شرعية الاستفتاء وقد حكمت عليهم جميعا.

### الدولية
- الاتحاد الأوروبي: صرح هيرمان فان رومبوي رئيس المجلس الأوروبي، ودوراو باروسو أنهما يحييان قرار الناخبين الكروات. وذكروا أن عضوية الاتحاد الأوروبي ستجلب لكرواتيا فرصًا جديدة وستساهم في استقرارها وازدهارها.[67]
- البوسنة والهرسك: رحب أعضاء مجلس رئاسة البوسنة والهرسك بنتائج الاستفتاء، وأعربوا عن توقعهم بأن تصبح كرواتيا ممثلة ليوغوسلافيا السابقة بمجرد انضمامها إلى الاتحاد الأوروبي.[68]
- ألمانيا: أشادت المستشارة الألمانية أنغيلا ميركل بنتيجة الاستفتاء وقالت أن ألمانيا تتوقع دخول كرواتيا إلى الاتحاد الأوروبي بفرح.[69]
- أيرلندا: هنأ وزير الشؤون الخارجية والتجارة الإيرلندي إيمون جيلمور الشعب الكرواتي لتمريره الاستفتاء على الانضمام إلى الاتحاد الأوروبي.[70]
- الجبل الأسود: هنأ رئيس الجبل الأسود فيليب فويانوفيتش الرئيس الكرواتي إيفو يوسيبوفيتش والحكومة الكرواتية على قرارها "التاريخي" بدخول الاتحاد الأوروبي.
- صربيا: هنأ الرئيس الصربي بوريس تاديتش، الشعب الكرواتي على قراره الانضمام إلى الاتحاد الأوروبي. وخلص إلى أن هذا العمل كان مهمًا لمستقبل كرواتيا وكان علاوة على ذلك إشارة إيجابية للمنطقة بأسرها. وذكر أن دخول كرواتيا إلى الاتحاد الأوروبي سيسهل على صربيا ودول أخرى في المنطقة دخول الاتحاد الأوروبي.[71]
- كوسوفو[ملاحظة 1]: هنأ وزير الخارجية أنور خوجاج الشعب الكرواتي على نجاح الاستفتاء من خلال مذكرة أرسلها إلى وزيرة الشؤون الخارجية والأوروبية في كرواتيا فيسنا بوسيتش. وقال الوزير أنور خوجاج في المذكرة إن كرواتيا تظل نموذجًا لدول البلقان الأخرى التي تطمح إلى عضوية الاتحاد الأوروبي. "استفتاء كرواتيا الذي يمثل تطلعاتهم للانضمام إلى الاتحاد الأوروبي هو زخم واندفاع مهم لبلدان البلقان الأخرى، ويهدف إلى الأسرة الأوروبية الكبرى".[74]
- سلوفينيا: حيا رئيس الوزراء السلوفيني بوروت باهور كرواتيا على القرار الاستراتيجي المهم لأوروبا والمنطقة بأسرها. وأضاف أن الانضمام إلى الاتحاد الأوروبي ليس حلاً لجميع المشاكل، لكنه يسهل حلها.[75]
- المملكة المتحدة: صرح ديفيد ليدنغتون من وزارة الخارجية البريطانية وشؤون الكومنولث أنه حيا قرار المواطنين الكرواتيين بالانضمام إلى الاتحاد الأوروبي. وأضاف أنه يأمل أن يرى كرواتيا كعضو في الاتحاد الأوروبي في يوليو 2013.[76]

## التبعات
وفقًا لنتائج الاستفتاء، صادق البرلمان الكرواتي على معاهدة الانضمام بالإجماع (مع 136 صوتًا لصالح) في 9 مارس 2012. انضمت كرواتيا رسميا إلى الاتحاد الأوروبي في 1 يوليو 2013.

## أنظر أيضا
- توسيع الاتحاد الأوروبي في 2013
- علاقات كرواتيا الخارجية
- الانتخابات في كرواتيا
- معاهدة الانضمام 2011